# Challenger de Puerto Vallarta 2019

El torneo Challenger de Puerto Vallarta 2019 fue un torneo profesional de tenis. Perteneció al ATP Challenger Series 2019. Se disputó en su 2ª edición sobre superficie dura, en Puerto Vallarta, México entre el 29 de abril y el 5 de mayo de 2019.

## Jugadores participantes del cuadro de individuales
| Favorito | País                            | Jugador                  | Rank1 | Posición en el torneo |
| -------- | ------------------------------- | ------------------------ | ----- | --------------------- |
| 1        | Bandera de Kazajistán           | Alexander Bublik         | 98    | Segunda ronda         |
| 2        | Bandera de España               | Adrián Menéndez Maceiras | 124   | Tercera ronda         |
| 3        | Bandera de Canadá               | Peter Polansky           | 127   | Tercera ronda         |
| 4        | Bandera de Alemania             | Dustin Brown             | 173   | Tercera ronda         |
| 5        | Bandera de Austria              | Sebastian Ofner          | 174   | Campeón               |
| 6        | Bandera del Reino Unido         | James Ward               | 188   | Tercera ronda         |
| 7        | Bandera de Egipto               | Mohamed Safwat           | 190   | Tercera ronda         |
| 8        | Bandera de Estados Unidos       | Donald Young             | 199   | Segunda ronda         |
| 9        | Bandera de Bosnia y Herzegovina | Mirza Bašić              | 200   | Semifinales           |
| 10       | Bandera de Colombia             | Santiago Giraldo         | 202   | Baja                  |
| 11       | Bandera de Ecuador              | Roberto Quiroz           | 207   | Tercera ronda         |
| 12       | Bandera de Serbia               | Pedja Krstin             | 209   | Segunda ronda         |
| 13       | Bandera de Barbados             | Darian King              | 213   | Cuartos de final      |
| 14       | Bandera de Australia            | John-Patrick Smith       | 228   | Final                 |
| 15       | Bandera de Austria              | Lucas Miedler            | 240   | Cuartos de final      |
| 16       | Bandera de Eslovenia            | Blaž Rola                | 263   | Cuartos de final      |

- 1 Se ha tomado en cuenta el ranking del 22 de abril de 2019.

### Otros participantes
Los siguientes jugadores recibieron una invitación (wild card), por lo tanto ingresan directamente al cuadro principal (WC):
- Luis Patiño
- Gerardo López Villaseñor
- Lucas Gómez
- Manuel Sánchez Montemayor
- Peter Polansky

Los siguientes jugadores ingresan al cuadro principal tras disputar el cuadro clasificatorio (Q):
- Pavel Krainik
- Facundo Mena

Los siguientes jugadores ingresan al cuadro principal mediante el ranking ITF (ITF):
- João Menezes
- Andrés Artuñedo
- Alejandro Tabilo
- Baptiste Crepatte
- Skander Mansouri

## Campeones

### Individual Masculino
- Sebastian Ofner derrotó en la final a  John-Patrick Smith 7-6 (10-8), 3-6, 6-3

### Dobles Masculino
- Matt Reid /  John-Patrick Smith derrotaron en la final a  Gonzalo Escobar /  Luis David Martínez 7-6 (12-10), 6-3